# Stade béthunois handball
Le Stade béthunois handball ou Stade béthunois-Bruay-la-Buissière (parfois abrégé en Stade béthunois BL) est un club de handball français basé à Béthune. 

## Histoire
Créé le 26 février 1970 sous la forme d'un club exclusivement masculin, le club se dote en 1975 d'une section féminine. Dès 1983, le club accède en Nationale 2 (D3) puis en Nationale 1B (D2) en 1988. Elle profite notamment de l'arrêt de la section féminine de l'US Dunkerque malgré son titre de championne de France en 1982.
Cette section féminine obtient sa promotion en première division du championnat de France en 1991. Elle évolue au plus haut niveau durant huit saisons avant d'être reléguée en 1999. En 1995, le club termine vice-champion de France, battu par l'ASPTT Metz-Marly en finale,. Ce résultat permet au club de découvrir la coupe d'Europe, atteignant les quarts de finale de la Coupe des coupes 1995-1996.
Le SBBL sera relégué en fin de saison 1998-1999 de Division 1, battu en barrages par le Toulouse 31 HB. La descente aux enfers continue deux ans plus tard avec la descente du club en Nationale 1 à la suite d'une 11e place en Division 2 en 2001.

## Palmarès

### Section féminine
Compétitions nationales
- Coupe d'Europe des vainqueurs de coupe (C2) :
  - ¼ de finaliste en 1996
- Coupe des Villes / European Cup (C4) :
  - ¼ de finaliste en 1997

Compétitions nationales
- Division 1 :
  - Vice-champion de France en 1995

### Bilan saison par saison
| Saison    | Championnat | Championnat   | Championnat | Championnat              | Coupe de France                 | Coupes d'Europe | Coupes d'Europe |
| Saison    | Niveau      | Clas.         | Vic-Nul-Déf | Playoffs/Finale          | Coupe de France                 | Coupe           | Résultat        |
| 1983-1984 | 4           | ?             | ?           | ?                        | ?                               | non qualifié    | non qualifié    |
| 1984-1985 | 4           | ?             | ?           | 2 victoire / 2 défaites, | ?                               | non qualifié    | non qualifié    |
| 1985-1986 | 3           | ? (poule ?)   | ? (poule ?) | ? (poule ?)              | ?                               | non qualifié    | non qualifié    |
| 1986-1987 | 3           | ? (poule 1)   | ? (poule 1) | ? (poule 1)              | ?                               | non qualifié    | non qualifié    |
| 1987-1988 | 3           | 1er (poule 1) | 21-0-1      | ?                        | ?                               | non qualifié    | non qualifié    |
| 1988-1989 | 2           | ?             | ?           | ?                        | ?                               | non qualifié    | non qualifié    |
| 1989-1990 | 2           | ? (poule 2)   | ? (poule 2) | ? (poule 2)              | ?                               | non qualifié    | non qualifié    |
| 1989-1990 | 2           | ? (poule 1)   | ? (poule 1) | ? (poule 1)              | ?                               | non qualifié    | non qualifié    |
| 1991-1992 | 1           | ?             | ?           | ?                        | ?                               | non qualifié    | non qualifié    |
| 1992-1993 | 1           | 5e            | 5e          | 5e                       | ?                               | non qualifié    | non qualifié    |
| 1993-1994 | 1           | 6e            | 6e          | 6e                       | 1/8e de finale                  | non qualifié    | non qualifié    |
| 1994-1995 | 1           | 2e            | 10-1-7      | 2 défaites               | Pas de compétition              | non qualifié    | non qualifié    |
| 1995-1996 | 1           | 5e            | 9-3-6       | 3-0-3                    | Pas de compétition              | C2              | 1/4 de finale   |
| 1996-1997 | 1           | 8e            | 8e          | Victoire face à Conches  | Pas de compétition              | C4              | 1/4 de finale   |
| 1997-1998 | 1           | 8e            | 8e          | Victoire face à Toulon   | >= 1/8e de finale               | non qualifié    | non qualifié    |
| 1998-1999 | 1           | 8e            | 8e          | Défaite face à Toulouse  | ?                               | non qualifié    | non qualifié    |
| 1999-2000 | 2           | 12e           | 2-0-16      | -                        | ?                               | non qualifié    | non qualifié    |
| 2000-2001 | 2           | 12e           | 2-1-19      | -                        | 1re phase                       | non qualifié    | non qualifié    |
| 2001-2002 | 3           | 12e (poule 1) | 0-0-22      | -                        | ?                               | non qualifié    | non qualifié    |
| 2001-2002 | 4           | 12e (poule 2) | 0-0-22      | -                        | ?                               | non qualifié    | non qualifié    |
| 2001-2002 | 5           | ? (poule 3)   | ? (poule 3) | ? (poule 3)              | ?                               | non qualifié    | non qualifié    |
| 2002-2003 | ?           | ?             | ?           | ?                        | ?                               | non qualifié    | non qualifié    |
| 2003-2004 | ?           | ?             | ?           | ?                        | ?                               | non qualifié    | non qualifié    |
| 2004-2005 | ?           | ?             | ?           | ?                        | ?                               | non qualifié    | non qualifié    |
| 2005-2006 | ?           | ?             | ?           | ?                        | ?                               | non qualifié    | non qualifié    |
| 2006-2007 | ?           | ?             | ?           | ?                        | ?                               | non qualifié    | non qualifié    |
| 2007-2008 | 6           | ?             | ?           | ?                        | ?                               | non qualifié    | non qualifié    |
| 2008-2009 | 6           | ?             | ?           | ?                        | ?                               | non qualifié    | non qualifié    |
| 2009-2010 | 6           | ?             | ?           | ?                        | ?                               | non qualifié    | non qualifié    |
| 2010-2011 | 7           | ?             | ?           | ?                        | ?                               | non qualifié    | non qualifié    |
| 2011-2012 | 6           | ?             | ?           | ?                        | ?                               | non qualifié    | non qualifié    |
| 2012-2013 | 6           | ?             | ?           | ?                        | ?                               | non qualifié    | non qualifié    |
| 2013-2014 | 6           | ?             | ?           | ?                        | 1/16e de finale (CdF régionale) | non qualifié    | non qualifié    |
| 2014-2015 | 6           | ?             | ?           | ?                        | ?                               | non qualifié    | non qualifié    |
| 2015-2016 | 6           | 3e NpC        | 16-1-5      | -                        | 4e tour (CdF régionale)         | non qualifié    | non qualifié    |
| 2016-2017 | 6           | 3e NpC        | 16-0-6      | -                        | 1/16e de finale (CdF régionale) | non qualifié    | non qualifié    |
| 2017-2018 | 6           | 2e HdF        | 17-0-5      | -                        | 1/4 de finale (CdF régionale)   | non qualifié    | non qualifié    |
| 2018-2019 | 5           | 1er HdF       | 17-2-3      | -                        | 1er tour (CdF régionale)        | non qualifié    | non qualifié    |
| 2019-2020 | 4           | 8e (poule 4)  | 8-1-7       | -                        | 1er tour                        | non qualifié    | non qualifié    |
| 2020-2021 | 4           | arrêté        | arrêté      | -                        | -                               | non qualifié    | non qualifié    |
| 2021-2022 | 4           | 2e (poule 4)  | 16-2-4      | -                        | -                               | non qualifié    | non qualifié    |
| 2022-2023 | 4           | 1er (poule 4) | 17-1-4      | -                        | 1er tour (CdF régionale)        | non qualifié    | non qualifié    |
| 2023-2024 | 3           | 12e (poule 2) | 1-0-21      | -                        | 2e tour (CdF fédérale)          | non qualifié    | non qualifié    |
| 2024-2025 | 4           | en cours      | 0-0-0       | -                        | 1er tour (CdF fédérale)         | non qualifié    | non qualifié    |

## Personnalités liées au club

### Section féminine
- Delphine Cupial, internationale espoir
- Marie-Annick Dézert, internationale française (1996-1997)
- Zofia Figas, internationale polonaise (1988-?)[14]
- Daniel Klima, entraîneur dans les années 1980
- Amélie Leray, internationale française (1995-?)
- Stéphanie Ludwig, internationale française (1992-1996)
- Natalia Nazarenko[15]
- Jean Nita, entraîneur de 1994 à ?
- Stéphanie Parat, internationale espoir
- Barbara Pingret, internationale française